# اسکای‌باهاماس ایرلاینز
اسکای‌باهاماس ایرلاینز (به انگلیسی: SkyBahamas Airlines) یک شرکت هواپیمایی با کد یاتا Q7 است که در ۲۰۰۶ میلادی تأسیس شده‌است. دفتر مرکزی اسکای‌باهاماس ایرلاینز در ناسائو واقع شده‌است و قطب این شرکت هواپیمایی در فرودگاه بین‌المللی لیندن پیندلینگ قرار دارد و به ۱۱ مقصد، پرواز انجام می‌دهد.